# Bane (postać fikcyjna)
Bane (pol. Zguba, nazwisko po ojcu – Dorrance) – fikcyjna postać (złoczyńca) znana z różnych serii komiksowych o przygodach Batmana, wydawanych przez DC Comics. Został stworzony przez Chucka Dixona, Douga Moencha i Grahama Nolana, pierwszy raz pojawił się w Batman: Vengeance of Bane #1 (styczeń 1993). Przedstawiany jako praktycznie nie do zatrzymania kolos, wyróżnia się spośród innych wrogów Batmana nie tylko ogromną tężyzną fizyczną, lecz i dużą inteligencją. Był czołowym antagonistą w wydawanym w latach 90. XX wieku crossoverze zatytułowanym Batman: Knightfall, w którym złamał kręgosłup Batmanowi – stąd przezwisko Bane’a – „Człowiek, który Złamał Nietoperza” (ang. „The Man who Broke the Bat”). W zamyśle twórców Bane miał być złowrogą wersją Doca Savage’a, popularnego bohatera pulpowych magazynów z lat 30. XX wieku.
Znany jest również w licznych serialach animowanych, filmach fabularnych i grach komputerowych o przygodach człowieka-nietoperza. Robert „Jeep” Swenson wcielił się w postać Bane’a w filmie Batman i Robin z 1997 roku. Był to zarazem debiut tej postaci na dużym ekranie. W filmie Christophera Nolana Mroczny Rycerz powstaje z 2012 roku w rolę Bane’a wcielił się Tom Hardy.

## Opis postaci
Bane urodził się na małej karaibskiej wyspie Santa Prisca. Był synem Edmunda Dorrance’a, znanego jako King Snake, brytyjskiego najemnika służącego w oddziałach powstańczych w nieudanej rewolucji, oraz miejscowej kobiety. Przyszedł na świat z wyrokiem dożywocia, gdyż wojskowa junta rządząca wyspą, w ramach represji, skazała jego matkę, a nienarodzone dziecko miało odziedziczyć karę po ojcu. Bane jako chłopiec spędził całe swoje dzieciństwo w więzieniu Peña Duro. Tam pierwszy raz usłyszał o Batmanie od współwięźnia o pseudonimie Bird. Postać ta tak rozpaliła jego wyobraźnię, że postanowił go pokonać. Wiele lat spędził na medytacjach, ćwiczeniach i nauce. Gdy dorósł został wyznaczony do tajnego wojskowego projektu super-żołnierza z użyciem narkotyku o nazwie „Jad” (ang. Venom, steryd zwiększający masę mięśniową, ten sam, który zażywał przez pewien czas Batman) przeprowadzanego potajemnie w więzieniu.
Uzyskawszy wszystko, do czego mógł dojść w Peña Duro, uciekł z więzienia zabierając ze sobą trójkę zaufanych pomocników i udał się do Gotham. Wtedy to pierwszy raz stoczył walkę z Batmanem. Uwierzył wówczas, że jego symboliczną misją jest pokonanie demonicznego zła, jakie według niego uosabia Batman. Zdając sobie sprawę, że bezpośrednia walka z człowiekiem-nietoperzem byłaby zbyt trudna, postanawia wypuścić z Zakładu Psychiatrycznego Arkham przebywających tam złoczyńców (m.in. Jokera, Szalonego Kapelusznika, Scarecrowa, Brzuchomówcę, Firefly’a i Victora Zsasza), rozpętując tym samym chaos w Gotham. W czasie gdy Batman i jego sojusznicy byli zajęci łapaniem zbiegłych przestępców (początek sagi Knightfall), Bane’owi udało się odkryć jego ukrytą tożsamość. Kiedy wyczerpany misją Bruce Wayne udał się do swojej posiadłości, okazało się, że Bane zastawił tam na niego zasadzkę. Obaj stoczyli nierówną walkę w jaskini Batmana, gdzie Bane wykonał swój ostateczny cios – złamał kręgosłup Batmanowi. Kiedy Bruce walczył o życie, jego oprawca okrzyknął się „Człowiekiem, który złamał nietoperza”. Kiedy to on został nowym władcą przestępczego półświatka Gotham, Bruce powierzył Jean-Paulowi Valleyowi (dawniej znany jako Azrael) misję przywrócenia w mieście spokoju. Jean-Paul Valley (teraz już jako nowy Batman) w trakcie walki odciął Bane’owi dopływ Jadu do mózgu i brutalnie go pobił. Pokonany ostatecznie złoczyńca trafił do więzienia.
Po wydarzeniach z Knightfall, wyleczywszy uzależnienie od Jadu, Bane uciekł z więzienia i wyruszył w świat w poszukiwaniu swojego biologicznego ojca. Z czasem poznał Ra’s al Ghula (Batman: Bane of the Demon, będąca częścią crossoveru Batman: Dziedzictwo), który postanowił uczynić go swoim spadkobiercą, a swoją córkę, Talię – jego narzeczoną. Jednak w kolejnej walce z Batmanem (Bruce’em Wayne’em, który powrócił do zdrowia) Bane przegrał, przez co popadł w niełaskę Ra’s al Ghula (Detective Comics (vol. 1) #701). W akcie zemsty zniszczył część „Jam Łazarza”, kadzi w których zanurzając swoje ciało, Ra’s al Ghul czynił się praktycznie nieśmiertelny. Kolejnym epizodem w historii Bane’a było jego złudne przekonanie, że on i Bruce mogą być przyrodnimi braćmi, gdyż kiedyś ojciec Wayne’a przebywał na wyspie Santa Prisca. Po krótkim okresie współpracy z Batmanem, Bane’owi udało się odnaleźć swojego ojca, którym okazał się King Snake, członek terrorystycznej organizacji „Kobra”, który brał udział w nieudanym powstaniu na Santa Prisca. King Snake zabija go jednak za zdradę, gdy odkrywa, że jego własny syn był śledzony przez Batmana i jego sojuszników. Batman, w akcie wdzięczności za ocalenie życia, wskrzesza Bane’a przez zanurzenie jego ciała w „Jamie Łazarza”. W późniejszych seriach Bane był członkiem organizacji Secret Six, Suicide Squad i Secret Society of Super-Villains.
Sprzymierzywszy się z Sebastianem Clarke’em, byłym wielkim mistrzem Trybunału Sów, Bane, aby zabił Calvina Rose’a, zbuntowanego Szpona. Po zabójstwie Calvina, udał się z Clarke’em do Santa Prisca, gdzie, jak wyjaśnił, w przeciwieństwie do niego, wzmocnionego w więzieniu programem Venom, Rose był słaby i nigdy nie mógł ukształtować Gotham według swojej woli, w przeciwieństwie do Bane’a i jego armii. Gdy Bane starał się opuścić Peña Dura, stolicę w Santa Prisca, wskrzeszony, nieśmiertelny i nasycony elektrumem Rose zinfiltrował wyspę i pokonał Bane’a i jego sojuszników. Clarke zażądał możliwości zemsty, ale przerwał mu Outsider, który twierdził, że Bane wciąż może podbiąć Gotham – choć innymi środkami.
W historii Miasto Bane’a Bane, przy wsparciu alternatywnego Batmana – Thomasa Wayne’a z uniwersum Flashpoint, przejmuje kontrolę nad Gotham. Miasto zostało odizolowane od reszty świata, a przestępcy pełnili rolę „strażników prawa”, wprowadzając brutalny reżim. Kulminacja zdarzeń było zabicie przez Bane’a kamerdynera i najbliższego przyjaciela Batmana, Alfreda Pennywortha, poprzez złamanie karku. Bane w końcu trafił do Azylu Arkham, gdzie odwiedzajacy go Joker zarzucił mu, że zabił Alfreda nie na oczach Batmana, tylko Robina. W opinii obrzydzonego Jokera, „łamanie” dziecka było żałosne, a Bane zmarnował szansę na całkowite złamanie psychiki Batmana, gdy Robin ma szansę wyjść z traumy i obiecał mu cierpienia.
Urażony tymi słowami Bane sfingował własną śmierć i wysadził w powietrze Arkham, wrabiając w to wszystko Jokera, który korzystał z ośrodka Sieci po zakończeniu wywołanej przez siebie wojny w Gotham. Była to część wspólnego planu z Cressidą, córką Clarke’a, mającego doprowadzić do ujawnienia struktur Sieci i Trybunału Sów. Cressida i działający incognito Bane zwerbowali emerytowanego komisarza Gordona pod pretekstem znalezienia i zabicia Jokera, uważając iż ten połączy fakty i pomoże ujawnić działania Sieci. Bane dowiedział, że junta w Santa Prisca po tym, jak odkryła że ten jest zbyt silny kontrolowanie przy pomocy uwarunkowania psychicznego, z jego kodu genetycznego klonkę o pseudonimie Vengeance, zaprogramowaną na nienawiść do Jokera i chęć jego mordu. Wkrótce Joker dowiedział się, że był wykorzystany przez Sieć, która chciała stworzyć jego dające się kontrolować klony i również planował zniszczyć Sieć. Vengeance była gotów zabić Jokera, ale powstrzymał ją Bane, mówiąc że Joker niczemu winien i przekonał ją by rozprawić się z ich prawdziwymi oprawcami.  

## Moce i umiejętności
Bane osiągnął szczyt możliwości fizycznych: jest wyjątkowo silny i szybki. Jest również niezwykle inteligentny i szybko się uczy. Posiada pamięć ejdetyczną. Zna wiele języków. Pod wpływem wstrzykiwanego do mózgu Jadu, jego siła zwiększa się kilkukrotnie. Jest specjalistą w walce wręcz oraz znakomitym taktykiem.

## Wersje alternatywne
Bane pojawił się w niektórych komiksach z serii Elseworlds, która przedstawiają znanych bohaterów uniwersum DC w zupełnie innych realiach i czasach, m.in.:
- W Przyjdź Królestwo autorstwa Marka Waida i Alexa Rossa, był wspomniany przez Bruce’a Wayne’a, w czasie rozmowy z Supermanem. Bruce opowiedział swojemu dawnemu przyjacielowi, o tym jak po odkryciu jego ukrytej tożsamości, Two-Face i Bane zniszczyli jego posiadłość.

## W innych mediach

### Seriale i filmy aktorskie

#### Batman i Robin(film z 1997)
W filmie Joela Schumachera Batman i Robin (Batman & Robin) w rolę Bane’a wcielili się amerykański wrestler i aktor Jeep Swenson oraz aktor Michael Reid MacKay. W przeciwieństwie do swojego komiksowego pierwowzoru, grana przez Swensona postać nie była wysoce inteligentna, nie była w stanie się komunikować (wydawała jedynie pomruki albo wymawiała jedynie wyraz „Bane”), a jej rola w filmie ograniczała się wyłącznie do bycia niewolniczym sługą i ochroniarzem pozostałych antagonistów. Kolejną różnica był fakt, że na potrzeby tego filmu została stworzona prawdziwa tożsamość Bane’a – Antonio Diego. Taki obraz postaci był jednym z wielu aspektów filmu Schumachera, które spotkały się z negatywną krytyką ze strony fanów i krytyków.
Antonio Diego (Michael Reid MacKay) był seryjnym mordercą z bliżej nieokreślonego kraju Ameryki Łacińskiej, który został poddany eksperymentowi, kierowanemu przez dr. Jasona Woodrue’a (John Glover) i Pamelę Isley (Uma Thurman). Celem eksperyment miało być stworzenie super-żołnierza, a następnie sprzedanie go. Po podaniu Antonio Diego mieszaniny sterydów i toksyn, nazywanej Jadem, nastąpił przyrost jego masy mięśniowej, czyniąc go potężnym potworem zwanym Bane (Jeep Swenson). Po nieudanej próbie pozbycia się swojej asystentki przez dr. Woodrue’a, Pamela ulega mutacji, stając się hybrydą człowieka i rośliny. Pamela (teraz już jako Trujący Bluszcz) zabija Woodrue’a, a Antonio czyni swoim ochroniarzem, po czym razem udają się do Gotham. Tam pomagają Mister Freeze’owi (Arnold Schwarzenegger), który został złapany przez Batmana (George Clooney), w ucieczce z Zakładu Arkham i w odzyskaniu jego kombinezonu. W finałowej walce Bane zostaje pokonany przez Robina (Chris O’Donnell) i Batgirl (Alicia Silverstone), którzy znaleźli sposób na przerwanie dopływu Jadu do jego mózgu.

#### Mroczny Rycerz powstaje(film z 2012)

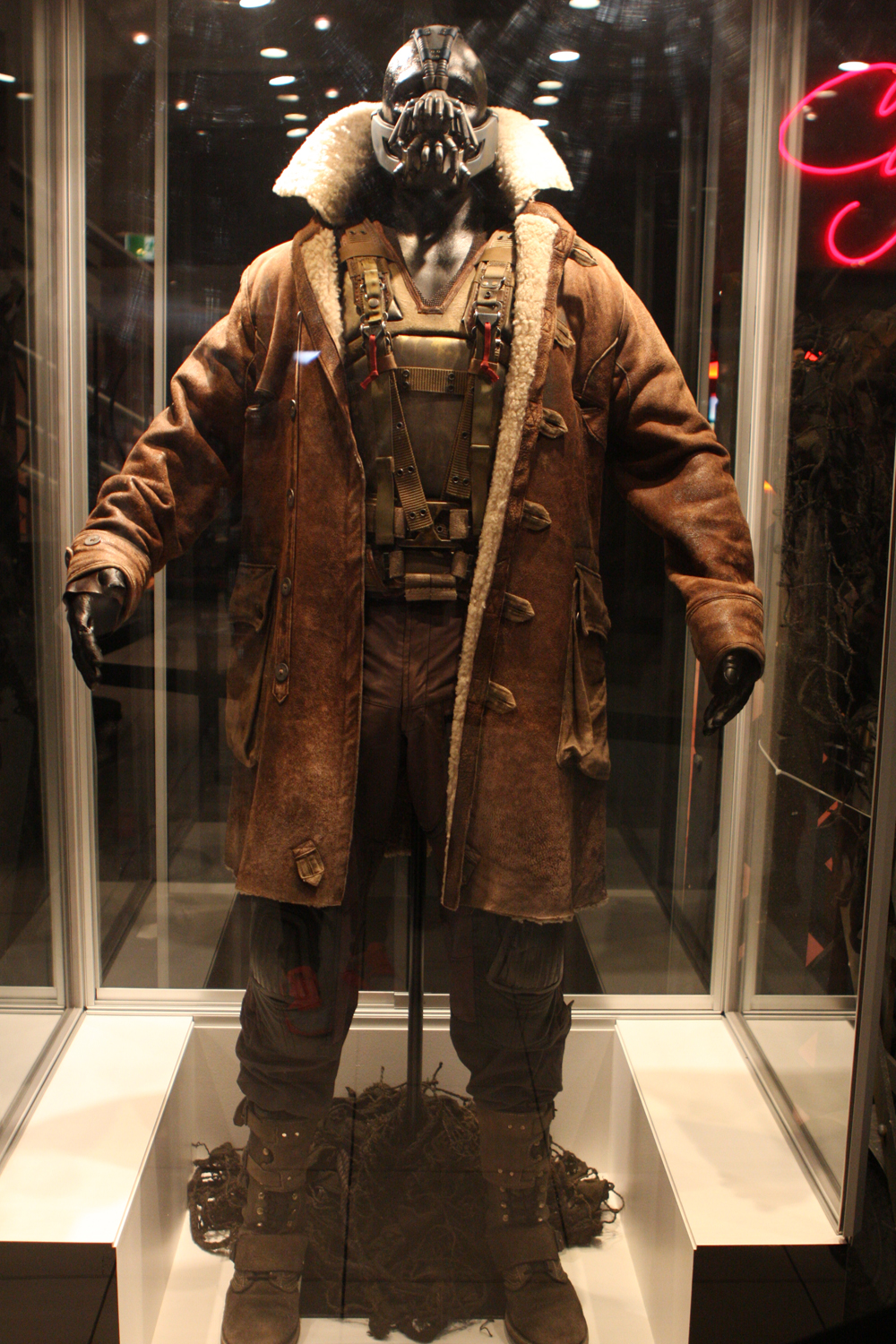
Manekin przypominający Bane’a z filmu Mroczny Rycerz powstaje (The Dark Knight Rises), w trakcie premiery filmu w Sydney.

W trzecim, a zarazem ostatnim filmie o przygodach Batmana w reżyserii Christophera Nolana Mroczny Rycerz powstaje (The Dark Knight Rises) w rolę Bane’a wcielił się Tom Hardy. W wywiadzie dla magazynu filmowego Empire Tom Hardy opisał graną przez siebie postać: „Jest brutalny. (...) Jest terrorystą zarówno mentalnie, jak też w działaniu”. Twórcy filmu zrezygnowali z motywu Jadu. Pracująca nad kostiumem Bane’a walijska kostiumolog Lindy Hemming wyjaśniła, że specjalna maska, jaką nosi złoczyńca, utrzymuje go przy życiu. Grana przez Toma Hardy’ego postać odczuwa ogromny ból i potrzebuje gazu znieczulającego, dostarczanego specjalnymi rurkami łączącymi jego maskę z noszonymi na plecach dwoma kanistrami. Odcięcie dopływu gazu powoduje u Bane’a ból, uniemożliwiający skuteczną walkę. Noszona przez Hardy’ego maska wzbudziła również kontrowersje, gdyż widzowie, którzy obejrzeli wyświetlany w kinach IMAX prolog filmu, mieli problem ze zrozumieniem wymawianych przez niego słów.
Bane był więźniem przypominającego ogromną studnię więzienia, położonego w bliżej nieokreślonym kraju arabskim. Wraz z nim więziona była tam także kobieta (India Wadsworth), żona zagranicznego najemnika, znanego później jako Ra’s al Ghul (Josh Pence), która urodziła tam dziewczynkę – Talię (Joey King). Po śmierci matki z rąk współwięźniów, Bane zaopiekował się małą Talią. Kiedy współwięźniowie ponownie zagrozili życiu dziewczynki, Bane pomógł się jej wydostać, płacąc za to brutalnym pobiciem przez rozwścieczony tłum. Żyjący odtąd w ciągłej agonii, Bane został wyzwolony przez ojca Talii i przyjęty w szeregi Ligi Cieni. Jednakże Ra’s al Ghul, nie mogąc zapomnieć o tragedii, jaka spotkała jego żonę, oraz widząc rodzącą się platoniczną więź między Bane’em a jego córką, skazał go na banicję. Po śmierci Ra’s al Ghula, Bane został ponownie przyjęty do Ligi, by pomóc Talii w dokończeniu dzieła jej ojca – zniszczenia Gotham. Osiem lat po zniknięciu Batmana z Gotham, Bane wraz ze swoimi najemnikami uprowadza z samolotu CIA rosyjskiego fizyka, dr. Leonida Pavela (Alon Abutbul), upozorowując przy tym śmierć naukowca w katastrofie lotniczej. Przybyszy do Gotham, tworzy w podziemiach Wayne Enterprises bazę dla swojej organizacji, wynajętej przez Johna Daggetta (Ben Mendelsohn) w celu przejęcia kontroli nad firmą Wayne’ów. Odkrycie istnienia siatki terrorystycznej w Gotham przez komisarza Jima Gordon (Gary Oldman), przykuwa uwagę Bruce’a Wayne’a (Christian Bale), który postanawia ponownie założyć strój Batmana. Posługując się Seliną Kyle (Anne Hathaway), złoczyńca zwabia Batmana do swojej kryjówki, gdzie po nierównej walce łamie mu kręgosłup. Dotkliwie okaleczonego Bruce’a wywozi za granicę, do więzienia-studni, zaś po powrocie do Gotham przejmuje kontrolę nad miastem: bierze za zakładników nową przewodniczącą Wayne Enterprises – Mirandę Tate (Marion Cotillard) oraz Luciusa Foxa (Morgan Freeman), odcina Gotham od reszty świata i więzi niemal całą policję w podziemiach. Porwanemu fizykowi, dr. Pavelowi każe przeprogramować znajdujący się w mieście reaktor fuzyjny w bombę atomową. Z wypuszczonych na wolność więźniów i zdeprawowanych obywateli tworzy milicję, zaś elitę miasta eliminuje, organizując pokazowe procesy. Tymczasem zadręczany doniesieniami z Gotham, Bruce dochodzi do zdrowia. Opiekujący się nim współwięźniowie opowiadają mu historię dziecka, któremu jak dotąd jedynemu udało się stamtąd uciec. Bruce’owi, będącemu w przeświadczeniu, że tym dzieckiem był Bane, również udaje się wydostać i powrócić do Gotham. W kulminacyjnym starciu Batman zwyciężą Bane’a (uszkadzając jego maskę), jednakże bohater zostaje zdradzony przez Mirandę Tate, która okazuje się być Talią. Tłumaczy Bruce’owi, że to ona była dzieckiem Ra’s al Ghula, któremu udało się uciec z więzienia-studni. Talia opuszcza swojego przyjaciela, by zdetonować bombę i każe mu pilnować Batmana, by ten zginął razem z miastem. Terrorysta mimo to postanawia zabić Bruce’a, lecz w ostatniej chwili zostaje zastrzelony przez Selinę.

### Seriale i filmy animowane

#### DC Animated Universe
- W serialach i filmach animowanych tworzących DC Animated Universe (DCAU): w serialach animowanych Batman (Batman: The Animated Series) i Superman (Superman: The Animated Series) i Batman przyszłości (Batman Beyond) głosu postaci Bane’a użyczył aktor Henry Silva. W filmie animowanym Batman: Tajemnica Batwoman (Batman: Mystery of the Batwoman) głosu użyczył mu aktor Héctor Elizondo, zaś w polskiej Adam Bauman.

#### The Batman
- W serialu animowanym Batman (The Batman) emitowanym w latach 2004–2008 głosu Bane’owi użyczyli kolejno aktorzy: Joaquim de Almeida, Ron Perlman i Clancy Brown.

#### Batman: The Brave and The Bold
- W serialu animowanym Batman: Odważni i bezwzględni (Batman: The Brave and The Bold) emitowanym w latach 2008–2011 głosu Bane’owi użyczył Michael Dorn.

#### Young Justice
- W serialu animowanym Liga Młodych (Young Justice) głosu Bane’owi użyczył aktor Danny Trejo.

#### DC Universe Animated Original Movies
- W filmie animowanym wydanym bezpośrednio na DVD zatytułowanym Superman/Batman: Wrogowie publiczni (Superman/Batman: Public Enemies), Bane pojawił się jako jeden z licznych złoczyńców, próbujących pojmać Batmana i Supermana.
- W filmie animowanym Liga Sprawiedliwych: Zagłada (Justice League: Doom), na podstawie historii JLA: Tower of Babel, głosu Bane’owi użyczył aktor Carlos Alazraqui

### Gry komputerowe
Bane pojawił się w następujących grach video:
- W Batman & Robin z 1998 roku na platformę: PlayStation.
- W Batman: Chaos in Gotham z 2001 roku na platformę: Game Boy Color.
- W Batman Vengeance z 2001 roku na platformy: PlayStation 2, Game Boy Advance, GameCube, Xbox i Microsoft Windows.
- W Batman: Rise of Sin Tzu z 2003 z roku na platformy: PlayStation 2, Xbox, GameCube i Game Boy Advance.
- W Lego Batman: The Video Game z 2008 roku na platformy: Nintendo DS, PlayStation 2, PlayStation 3, PlayStation Portable, Wii, Xbox 360, MacOS X, Microsoft Windows i telefony komórkowe.
- W Batman: Arkham Asylum z 2009 roku i w sequelu Batman: Arkham City z 2011 roku na platformy: PlayStation 3, Xbox 360 i Microsoft Windows.
- W DC Universe Online z 2011 roku na platformy: PlayStation 3 i Microsoft Windows.
- W The Dark Knight Rises z 2012 na platformy: Android i iOS.
- W Young Justice: Legacy z 2013 roku na PlayStation 3, Xbox 360, Wii, Nintendo DS, Nintendo 3DS i Microsoft Windows
- W Injustice: Gods Among Us z 2013 roku na platformy: PlayStation 3, Xbox 360 i Wii U.
- W Batman: Arkham Origins z 2013 roku na platformy: PlayStation 3, Xbox 360, Wii U i Microsoft Windows.
- W Injustice 2 z 2017 roku na platformy: Playstation 4, Xbox One, Microsoft WIndows, Android i iOS.